# 64 v.Chr.
Het jaar 64 v.Chr. is een jaartal volgens de christelijke jaartelling. 

## Gebeurtenissen

### Klein-Azië
- Gnaeus Pompeius Magnus verovert de metropool Antiochië en vestigt zijn hoofdkwartier in Damascus.
- In Anatolië ontstaan de Romeinse provincies:
  - Cilicië
  - Pontus
  - Syria

### Palestina
- Het Romeinse leger onder bevel van Pompeius Magnus valt Judea binnen en dwingt Hyrcanus II het beleg van Jeruzalem op te geven.
- Aristobulus II verzamelt een Joods vrijheidsleger en verslaat Hyrcanus II bij de Jordaan.

## Geboren
- Gaius Iulius Hyginus, Romeins geleerde en hoofdbibliothecaris (overleden 17)
- Marcus Valerius Messalla Corvinus, Romeins generaal en politicus (overleden 8)
- Strabo, Grieks geograaf en historicus (overleden 19)

## Overleden
- Antiochus XIII Asiaticus, koning van het Seleucidische Rijk (waarschijnlijke datum)